# Gartel (Kleidung)

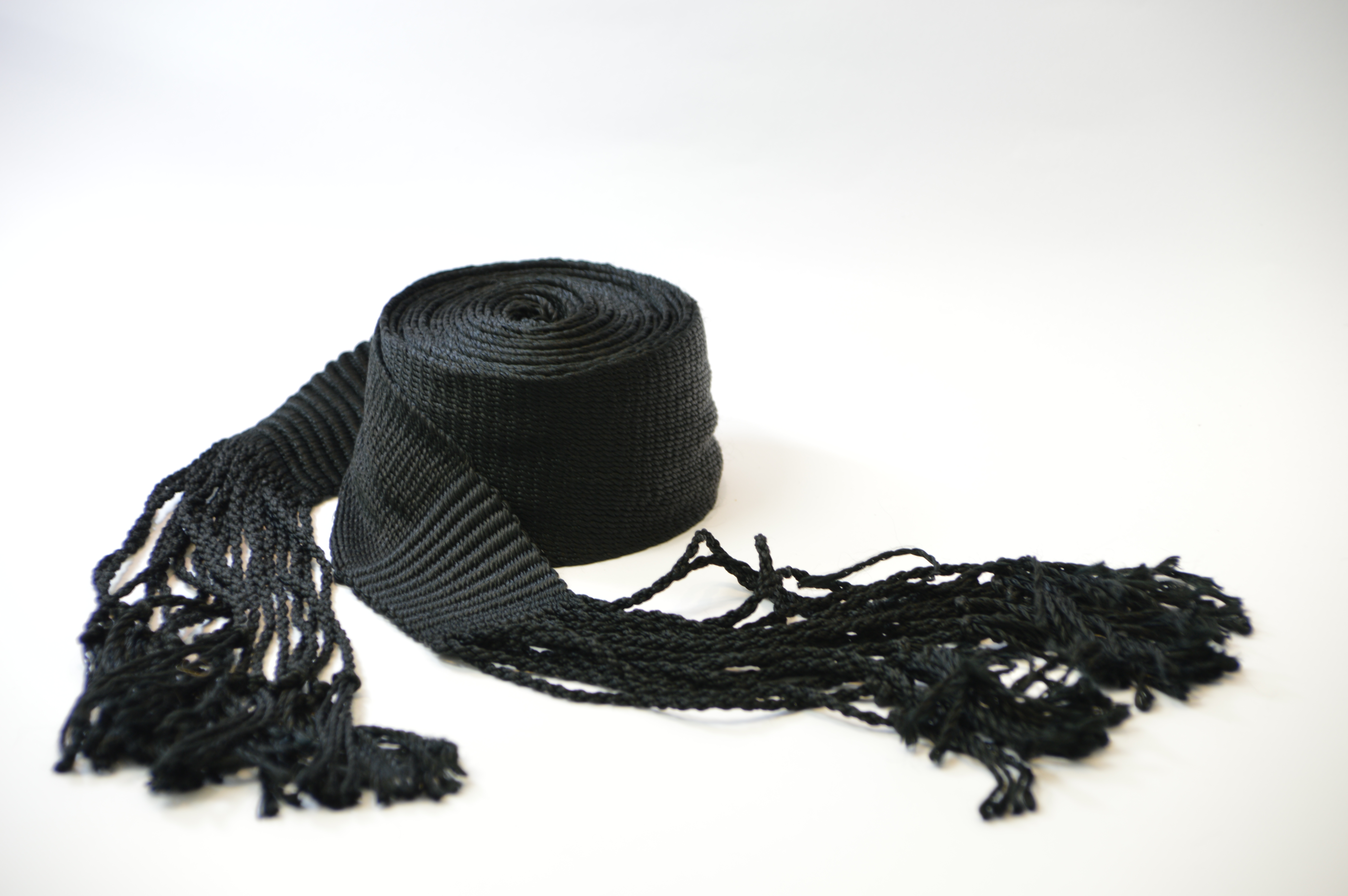
Gartel aus Seide

Der Gartel (jiddisch: גאַרטל oder גאַרטעל) ist ein kultischer Gürtel aus Wolle oder Seide, der von jüdischen Männern, besonders von den Chassidim, während ihres Gebets über der Hose oder der Pekesche getragen und oft symbolisch gebunden wird, um ihn von einem gewöhnlichen Gürtel zu unterscheiden. Er kann jedoch auch im Alltag über dem Peschke getragen werden. Der Terminus Gartel stammt aus dem Jiddischen und aus derselben Quelle wie das deutsche Wort für Gürtel, das mit dem englischen girdle und girt verwandt ist.
Die überwiegende Mehrheit derjenigen, die während des Gebets einen Gartel tragen, sind chassidisch-orthodoxe Juden sowie eine kleinere Anzahl nicht-chassidischer ultraorthodoxe Juden, hauptsächlich litauische Juden (Perushim), die im späten 18. bis frühen 19. Jahrhundert nach Jerusalem auswanderten. Gartel sind im Allgemeinen sehr nüchtern angefertigt und meist in schwarzer, mit wenigen Ausnahmen in weißer Farbe ausgearbeitet.  

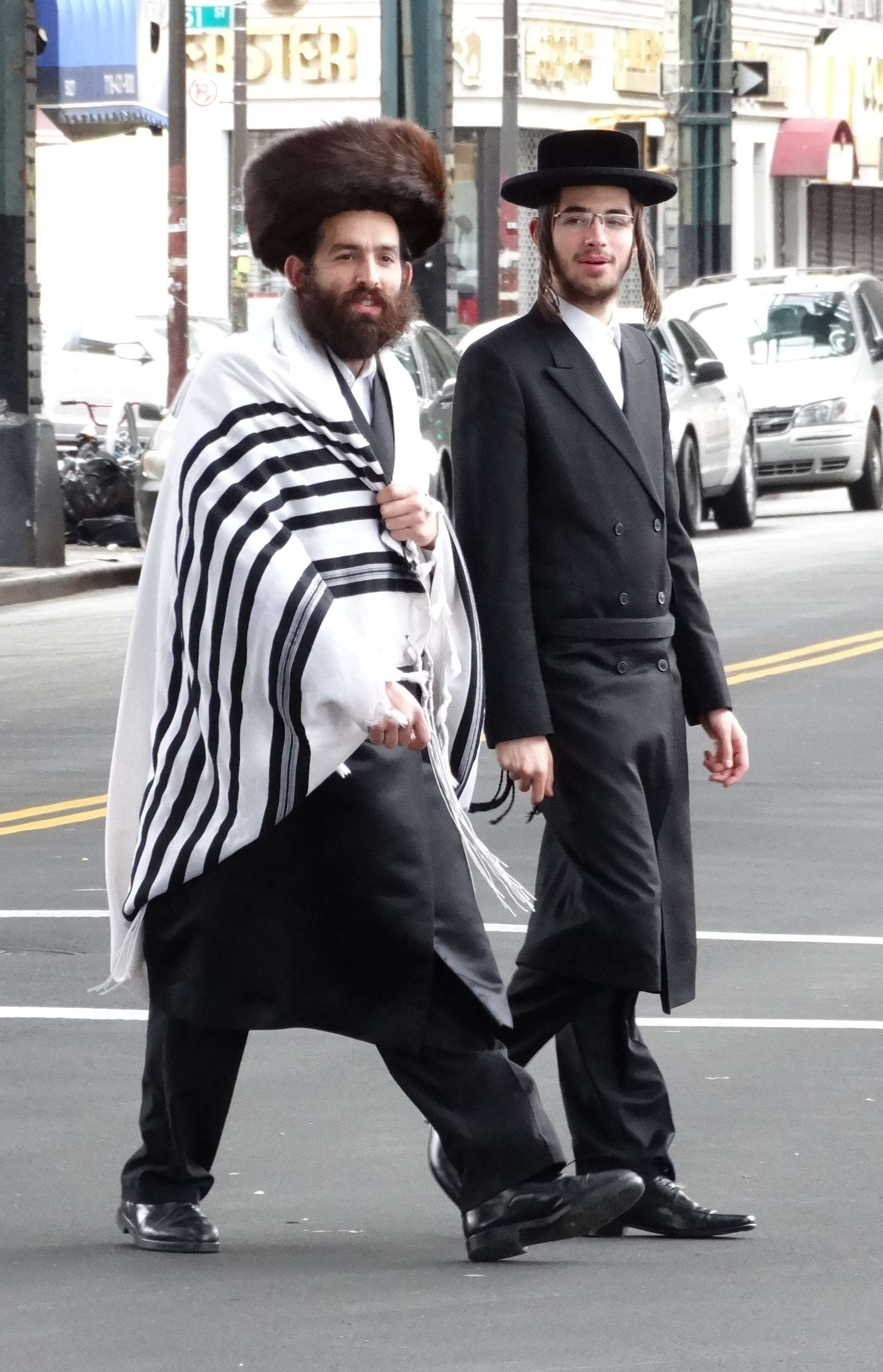
Chassidische Männer in Brooklyn: Der Mann auf der linken Seite trägt einen Schtreimel und einen Tallit, der andere ein traditionelles chassidisches Gewand: schwarzer Anzug mit Hut und den Gartel.

Die Notwendigkeit des Gartels erklärt sich durch den chassidischen Brauch, dass bei jeder Erwähnung des Namens Gottes eine physische Trennung zwischen Herz und Lenden bestehen muss. Gemäß der traditionellen Überlieferung bewirkt die Trennung der oberen und unteren Körperhälfte eine Kontrolle der tierischen Instinkte der Person durch den menschlichen Intellekt. Darüber hinaus zählt das Anlegen eines Gartels zu jenen Schritten, die zum Gebet vorbereiten. Der Talmud interpretiert den Vers in Amos 4,12 „mach dich bereit, deinem Gott gegenüberzutreten“ und betont, dass vor dem Gebet eine körperliche Vorbereitung notwendig ist und diese im Anlegen des Gartels besteht. Manche Chassidim tragen einen zweiten Gürtel, der aus Jesaja 11,5 abgeleitet wird, worin sich der Prophet auf zwei Gürtel bezieht.
Einige chassidische Gruppierungen wie die Skverer oder Belzer tragen den Gartel den ganzen Tag als Teil ihrer regulären Kleidung. Auch wird ein Gartel von vielen Chassidim für den Mizwe-Tanz verwendet, um die direkte Berührung der Braut zu vermeiden.       